# Наблюдатели (рассказ)
«Наблюдатели» или «Наблюдающие извне» (англ. The Watchers Out of Time) — короткий рассказ американского писателя Говарда Филлипса Лавкрафта, который был выпущен после его смерти. Рассказ должен был дописать Август Дерлет, который издал многие из незавершенных работ Лавкрафта, однако, этот рассказ тоже остался незаконченным из-за смерти самого Августа Дерлета, последовавшей 4 июля 1971 года. Впервые рассказ был опубликован в сборнике «Наблюдатели» (1974) редакции «Arkham House».

## Сюжет
Весной 1935 года Николас Уолтерс приезжает из Суррей, Англия по вопросу наследства в сельскую местность в округе Данвича и Спрингфилда. Его отец Чарльз Уолтерс завещал ему усадьбу, которую прозвали «земля старого Сайруса Уэйтли». Николас пришлось делать крюк после Эйлсбери-Пайк, мимо Уолденского пруда, через Конкорд и деревушку Динз-Корнерс, и в годы. В округе видны одинокие заброшенные фермы, на чьих стенах изображены каббалистические знаки. Оказалось, что в бакалейной лавке работает Тобиас Уэйтли, родственник Николаса. Местные жители рассказываю злые слухи про здешнего колдуна Эберага Уэйтли и его приспешника Инкриса Брауна, которые бесследно исчезли. 

Николас делает фотоснимки усадьбы XVIII века: дом был полутораэтажный, а его центральная часть поднималась несколько выше, чем два боковых крыла. Вдоль центральной части тянется широкая веранда. Особенно впечатлял огромный камин, украшенный гравюрой. Наколас находит дневник отца: 
Несомненно, она ушла, и Уилбур расскажет об этом, если захочет; огни на Часовом холме, козодои кричат всю ночь, вой зверей, — как тогда, когда умер Старик. 
Николас проявляет фотоснимки и замечает что в объектив попали два человеческих лица внутри камина: бородатый старик и худощавый тип. Вдруг, мерцающий свет заструился из украшения над камином, чей орнамент представлял собой изображение некого осьминогоподобного существа (англ. Octopus-like being), неземного вида, но в равной степени отличалось от обычных осьминогов. Выпуклый стеклянный опал был его огромным глазом. Николаса вглядывался в мерцающий камень и его затянул гипнотический транс. Придя в себя, Николас слышит вой зверей, а дом представляется ему живым чудовищем, в стенах которого происходит пульсация и стук сердца. Николас отправился в библиотеку Спрингфилда и нашел там документы о доме. В 1699 году семья Уэйтли перебралась сюда из Аркхема в Северный Массачусетс, и жили здесь до 1920 года. Родословная Уэйтли кровно связана с семьями Бишопов, Хоугов, Маршей и других. Преподобный Джепто Хоуг проклинал Уэйтли, который бесследно исчез:
Члены их семьи совокупляется с дьяволом и рождают монстров с помощью колдовства и греховной плоти. Проклятые голоса доносятся из-под земли, а дьявольские силы призываются на холмах. „Я слышал хрипы и вопли, стоны, визг и шипение, каких не могут издавать рождённые на земле твари; это звуки, что доносится из бездны, отыскать которую можно лишь с помощью чёрной магии и самого дьявола“. Эти адские вопли, мерзкая какофония, которой не место на Земле. Берегитесь! Вы знаете, о ком я говорю!
После произошли ужасные события в Данвиче, с которыми связана смерть Уилбура Уэйтли в стенах Мискатоникского университета, в Аркхеме. В городе вознико из ниоткуда чудовище, которое победил профессор Генри Армитэйдж. Вернувшись в усадьбу Николас замечает, что кто-то сделал перестановку, разложив по полкам все книги. На столе лежит конверт, на котором было нацарапано: «Тому, кто придет»:
Чарльзу или сыну Чарльза, или внуку Чарльза, или Тому, кто придет после… знай, ты должен быть готов к появлению „Тех, кто наблюдает“, и исполнить то, что должно быть исполнено.

## Персонажи
- Николас Уолтерс (англ. Nicolas Walters) —  рассказчик, молодой человек 35 лет, проживавший в графстве Суррей, Англия. У него точеный, правильной формы нос, слишком широкий рот, странные уши без мочек, большие бледно-голубые, слегка навыкате глаза, спрятанные за толстыми стеклами очков, которые Николас носил с детства, ибо рано испортил зрение, проводя много времени за чтением книг.

- Стивен Бойл (англ. Steven Boyle) —  высокий господин 70 лет; седой, но сохранил густую шевелюру и носил длинные бакенбарды, и пенсне на длинном чёрном шелковом шнурке.

- Инкрис Браун (англ. Increase Brown) —  тощий смуглый тип с черными глазами и костлявыми руками. Жители Данвича проявляли к Брауну нечто значительно большее, чем неприязнь. Никто не видел, чтобы он ел, но у его соседей часто пропадал скот. Персонаж по фамилии Браун появляется в повести «Шепчущий во тьме».

- Генри Армитеж (англ. The Watchers Out of Time) —  библиотекарь Мискатоникского университета. Персонаж появляется в рассказе «Ужас Данвича». Армитедж появится в рассказе Дона Уэбба «На Марс и Провиденc», написанном в жанре альтернативной истории, которой юный Лавкрафт, будучи под впечатлением от «Война миров» Герберта Уэллса. Лавкрафт говорил: «я обнаружил, что идентифицирую себя с одним из персонажей, пожилым ученым, который сражается с некой угрозой ближе к финалу».
- Эбераг Уэйтли (англ. Aberath Whateley) —  колдун, владелец усадьбы. Семья Уэйтли описана в рассказе «Ужас Данвича».

- Тобиас Уэйтли (англ. Tobias Whateley) — продавец в лавке, в здании церкви Данвича. Груб, любопытен, суеверен, в курсе всех слухов. Появляется в рассказе «Ужас Данвича».

- Сайрус Уэйтли (англ. Cyrus Whateley) —  купил дом у Дадли Роупса Гловера, наследника сэра Эдварда Орма. Путешествовал по Европе в течение 20 лет, а затем исчез. Был дважды женат; от каждой жены имел сына; один из сыновей стал его наследником; второй покинул дом ещё юношей. Он появляется в романе «Случай Чарльза Декстера Варда».

## Вдохновение
Август Дерлет основывается на рассказе «Ужас Данвича». Лавкрафт несколько раз использовал название «Наблюдатели»: в повести «Шепчущий во тьме» ученый называет Наблюдателями Ми-го; В рассказе «Ужас Данвича» так называют козодоев, которые наблюдают за людьми со Сторожевого холма; В повести «За гранью времён» Великая Раса Йит использует Наблюдателей для охраны пленных разумов в цилиндрах. Осминогоподобные пришельцы, Потомки Ктулху, описаны в повести «Хребты Безумия».  
Уолденский пруд — затопленная котловина близ городка Конкорд в штате Массачусетс. В 1845—1847 годах на берегу пруда жил отшельником писатель и философ Генри Дэвид Торо, впоследствии изложивший свои впечатления в книге «Уолден, или Жизнь в лесу» (1854). Дерлет описывает окрестности Данвича в повести «Затаившийся у порога» и рассказах: «Окно в мансарде», «День Уэнтворта», «Пришелец из космоса», «Тайна среднего пролёта», «Комната с заколоченными ставнями».

## Связь с другими произведениями
Фраза «Тому, кто придет за ним» встречается в романе «Случай Чарльза Декстера Варда» и она означает, что наследник одержим духом предка. 
В рассказе «Ужас Данвича» описаны многие сведения из этого рассказа. 
В рассказе «Затаившийся Страх» описан резной камин в доме колдуна, под которым был вход в сеть катакомб под холмом, структурно похожую на осьминога. 
В повести «Тень над Иннсмутом» описана семья Маршей, с которой родственно связаны Уэйтли. 
В повести «Хребты Безумия» описаны осьминогоподобные пришельцы. 